# 中共中央联络处旧址

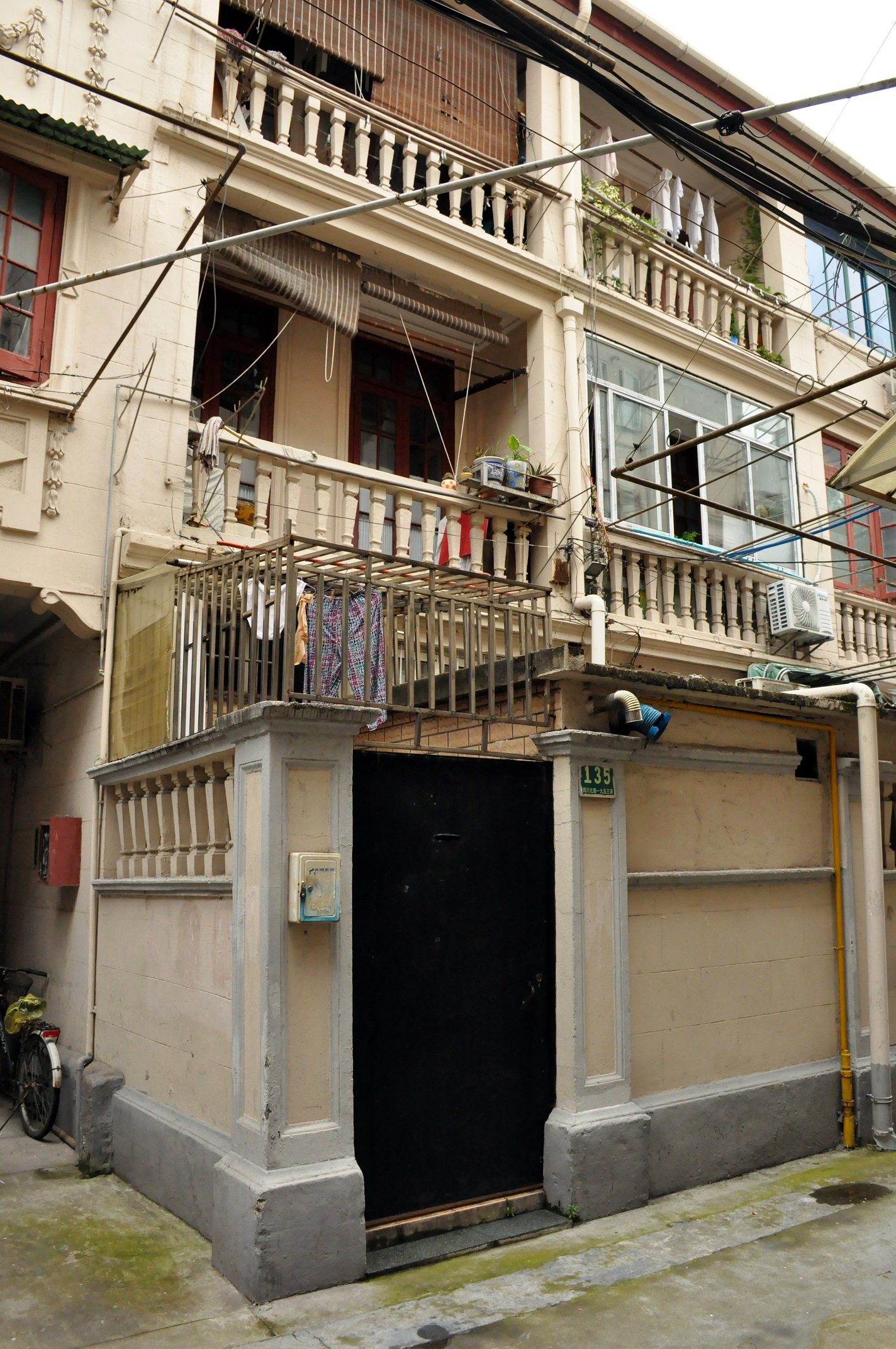

中共中央联络处旧址是中国上海的一处近现代重要史迹，位于虹口区四川北路街道1953弄永安里135号。这是一幢建于1925年的三层石库门新式里弄住宅，1928年，中共中央曾在此建立联络处，并先后安排中共中央机关刊物《布尔塞维克》编辑黄玠然和中央秘书处文件阅览处负责人张纪恩等人在此居住，作为掩护。
2014年4月4日，中共中央联络处旧址被列为第八批上海市文物保护单位。  